# Gyn&co
Gyn&co est un blog participatif français d'entraide entre patientes majoritairement, recensant notamment des soignants plutôt féministes et respectueux de leur patientèle.

## Genèse
Le blog est créé en juillet 2014 par un collectif en réponse aux cas de violences gynécologiques subies par les femmes incluant l'infantilisation des patientes, la grossophobie ou encore la violence verbale,,,. Le site a pour objectif de permettre aux femmes et aux minorités de genre de bénéficier de gynécologues, médecins généralistes et sages-femmes bienveillants et « plutôt féministes »,. Le collectif dénonce les « soignants et soignantes qui ont des pratiques sexistes, lesbophobes, transphobes, putophobes, racistes, classistes, etc.» et les violences gynécologiques et obstétricales en France.

## Fonctionnement
Le site se veut par et pour les patient-e-s et invite les internautes à remplir un questionnaire pour conseiller des professionnels de santé.  En 2017, le site compte 484 fiches de médecins et 6000 utilisatrices et utilisateurs par mois.
La recherche permet des filtrer les résultats de soignants, par exemple par langue, tarifs, LGBT-friendly ou ne jugeant pas la pilosité. Le site permet également de choisir des professionnels qui pratiquent l'examen « à l'anglaise » où la patiente est installée sur le côté ou qui posent des DIU à des nullipares.